# Have Quick

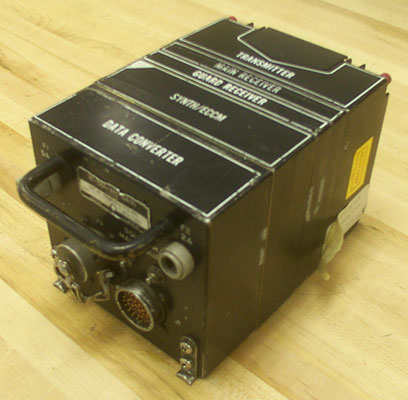
UHF-Flugfunkgerät AN/ARC-164 Have Quick II

Have Quick ist ein ECM-geschütztes militärisches Breitband-Frequenz-Hopper-System im Mobilen Flugfunkdienst, für das im NATO-weit harmonisierten UHF-Band 225–400 MHz Frequenzverfügbarkeit besteht.

## Entwicklung
Nach dem Zweiten Weltkrieg nutzten die USA und die alliierten Luftstreitkräfte AM-Funkgeräte im NATO-weit harmonisierten UHF-Frequenzband 225–400 MHz für Kurzstrecken-Funkanwendungen auf quasioptische Sicht Luft-Luft und Boden-Luft. Zunächst bestanden in der Entwicklungsphase, während der Beschaffung und für die anschließende Nutzung seitens der militärischen Bedarfsträger keine Forderungen bezüglich gesicherter Kommunikation und Schutz vor gegnerischen Störungen für Flugzeuge und Hubschrauber. Mit der rasanten Entwicklung der Elektronik in der Zeit nach dem Vietnamkrieg bis in die 1970er Jahre war schließlich ein Punkt erreicht, ab dem mit bereits einfachstem Gerät militärischer Flugfunk aufgeklärt, abgehört und gestört werden konnte. Damit konnte die Kommunikation unterbunden werden.

## Das Have-Quick-Programm
Das Have-Quick-Programm bot die Lösung für das bestehende Problem. Dabei wirkte sich für die Entwicklungsingenieure begünstigend aus, dass die neuesten Funkgeräte bereits über Multikanal-Frequenz-Synthesizer, Keyboard und Display zur Dateneingabe verfügten. Zur Verwirklichung der Störschutz-Funktionalität waren lediglich die Entwicklung einer Zeitgebereinrichtung zur exakten Zeit-Synchronisierung und ein Mikro-Prozessor zur Steuerung des Frequency Hopping zusätzlich erforderlich.

## Have-Quick-Initialisierung
Flugfunkstellen und Flugfunk-Bodenstellen, die in einen Have-Quick-Funkkreis arbeiten sollen, sind mit der genauen Tageszeit, die gewöhnlich von einem GPS-Empfänger generiert wird, zu initialisieren. Ferner sind das gültige Schlüssel-Passwort und die erforderlichen Netz-Nummer einzugeben. Damit erhält der betreffende Nutzer die jeweils erforderliche Zugangsberechtigung zu einem bestimmten Netzwerk, Netzgruppe bzw. Nutzermodus.
Tageszeit, Schlüssel und Netz-Nummer generieren Sequenzen, die wiederum die Änderungen der einzelnen Frequenzkanäle, also das Frequenz-Hopping, steuern.

## SATURN
Have Quick war gegen Ende des 20. Jahrhunderts weit verbreitet. Seit etwa 2005 wird das System nahezu in allen U.S. militärischen Luftfahrzeugen genutzt, aber auch weitestgehend in denen der NATO-Luftstreitkräfte verwendet. Zudem unterliegt das System ständigem Obsoleszenzmanagement und Verbesserungen. Beispiele dafür sind Have Quick II Phase 2 und Geräte der zweiten Generation unter der Bezeichnung Second generation Anti-Jam Tactical UHF Radio for NATO (SATURN). Letztere sind frei programmierbare, weitaus komplexere Frequenz-Hopper und verfügen insgesamt über höhere Resistenz gegen Electronic Counter Measures (ECM).
SATURN ist vollständig abwärtskompatibel zu allen Modifikationen von Have Quick und nutzt ebenfalls das NATO-weit harmonisierte UHF-Band 225–400 MHz, wofür in allen NATO-Ländern Frequenzverfügbarkeit besteht.

## Nutzungsleitung
In Deutschland ist das Kommando Unterstützungsverbände Luftwaffe für die Have-Quick-Nutzungsleitung verantwortlich. Dort erfolgten auch Obsoleszenzmanagement, Konfigurationskontrolle und Beauftragung Softwarepflege / Softwareänderung.

## Besonderheiten
- Nationale Luftstreitkräfte arbeiten in der Regel in einer gemeinsamen Netzgruppe. In der Vergangenheit gab es jedoch durchaus Abweichungen zu dieser Regelung: So waren beispielsweise die Have-Quick-Nutzer der deutschen Luftwaffe im Norden Deutschlands in Unterstellung zur Second Allied Tactical Air Force in der Netzgruppe 1 zusammengefasst, während der südliche Teil gemeinsam mit der Fourth Allied Tactical Air Force der Netzgruppe 2 angehörte.
- Die Koordination der Frequenzkanäle für Have Quick im UHF-Band, das Design der sogenannten Hop-Sets, erfolgt in NATO-Europa mehrheitlich durch die NATO Allied Radio Frequency Agency (ARFA) in Brüssel.
- Zu Ausbildungs- und Übungszwecken kann Have Quick im Friedensmodus mit eingeschränkter Frequenznutzung operieren. Im Einsatzmodus werden diese Einschränkungen aufgehoben. Vier Netznummern können netzübergreifend in Netzgruppe 1 und Netzgruppe 2 genutzt werden.
- Have Quick ist kein Verschlüsselungs- oder Kryptosystem, jedoch sind einige Have-Quick-Funkstellen kompatibel zu Kryptogerät wie beispielsweise der KY-58 VINSON-Familie.